# Strihovce
Strihovce (in ungherese Szirtes) è un comune della Slovacchia facente parte del distretto di Snina, nella regione di Prešov.